# Маска (телешоу, Україна)
«Маска» — музичне шоу, яке є українською адаптацією відомого формату «Masked Singer» компанії «Fremantle». Учасниками шоу стануть українські зірки — спортсмени, ведучі, політики, співаки, але їх особистості приховані за масками. Задача глядача — впізнати зірку за маскою, базуючись на вокальних даних. В цьому йому допоможуть зіркові детективи.
Прем'єра шоу відбулася 16 січня 2021 року і мала виходити щосуботи о 21:00, але через день жалоби у зв'язку із пожежею в будинку для літніх людей у Харкові, під час якої загинуло 15 осіб, канал «Україна» перенесла дату другого ефіру шоу на наступну суботу, 30 січня.
Режисери-постановники проєкту: Костянтин Томільченко, Олександр Братковський, Сергій Гуман і Ярослав Губський..

## Дійові особи
Детективами в шоу є DZIDZIO, NK (Настя Каменських), Оля Полякова, Андрій Данилко та Олег Винник, який став детективом у другому випуску першого сезону шоу.
Ведучим шоу є Володимир Остапчук.

## Правила
16 знаменитостей змагаються у двобоях та сольно протягом 12 епізодів. Всі вони одягнені у дивовижні маски і костюми, які приховують їхні особистості. Учасники поєдинків — українські зірки, які вміють співати: актори, музиканти, коміки, спортсмени, політики, ведучі, співаки. Після кожної битви експерти-детективи та глядачі в залі голосують за своїх фаворитів. Переможець кожної битви залишається для участі у наступному для своєї групи випуску. А той, хто програв вирушає у номінанти.
Наприкінці випуску глядачі в залі обирають своїх фаворитів серед тих, хто потрапив до номінації. Учасник з найменшою кількістю голосів знімає маску і залишає шоу.
У шоу з'являтимуться запрошені зірки. Вони співатимуть поза конкурсом, але також приховані за масками. Експерти-детективи разом з глядачами намагатимуться дізнатися, хто ж ховається за маскою за допомогою підказок та додаткових питань.
Перед кожним виступом глядачі можуть переглянути сюжет-підказку. Ці ролики розповідають історії знаменитостей, пов'язують їхні особистості з персонажами й несуть у собі підказки, хто стоїть під маскою.
Детективи шоу коментують сценічний номер виконавця, його вокальні дані, і разом із глядачами вгадують особистості учасників.
Битви тривають, поки не залишиться один, найсильніший, співак у масці.

## Етер у День героїв Небесної сотні та в День пам'яті жертв голодоморів
Попри указ Президента, що забороняв масові заходи та телепередачі розважального характеру, 20 лютого 2021 року (в День Героїв Небесної Сотні) телеканал «Україна» транслював 5-й епізод шоу. Також телеканал «Україна» транслював 6-й епізод шоу 27 листопада 2021 року (в День пам'яті жертв голодоморів).

## Сезони
| Сезон | Прем'єра       | Фінал          | Переможець            | 2 місце                    | 3 місце                    | Ведучий            | Детективи      | Детективи    | Детективи | Детективи | Детективи   |
| Сезон | Прем'єра       | Фінал          | Переможець            | 2 місце                    | 3 місце                    | Ведучий            | 1              | 2            | 3         | 4         | 5           |
| ----- | -------------- | -------------- | --------------------- | -------------------------- | -------------------------- | ------------------ | -------------- | ------------ | --------- | --------- | ----------- |
| 1     | 16 січня 2021  | 10 квітня 2021 | Злата Огнєвіч (Сонце) | Арсен Мірзоян (Дракон)     | Олексій Тритенко (Носоріг) | Володимир Остапчук | Андрій Данилко | Оля Полякова | DZIDZIO   | NK        | Олег Винник |
| 2     | 23 жовтня 2021 | 25 грудня 2021 | Mélovin (Жирафа)      | Ольга Цибульська (Скандал) | Іван Ісаєв (Котик)         | Володимир Остапчук | Андрій Данилко | Оля Полякова | DZIDZIO   | NK        | Олег Винник |

## Перший сезон

### Учасники
| Костюм   | Учасник              | Рід занять                      | Випуски | Випуски         | Випуски         | Випуски         | Випуски         | Випуски         | Випуски         | Випуски         | Випуски         | Випуски         | Випуски         | Випуски         |
| Костюм   | Учасник              | Рід занять                      | 1       | 2               | 3               | 4               | 5               | 6               | 7               | 8               | 9               | 10              | 11              | 12              |
| -------- | -------------------- | ------------------------------- | ------- | --------------- | --------------- | --------------- | --------------- | --------------- | --------------- | --------------- | --------------- | --------------- | --------------- | --------------- |
| Сонце    | Злата Огнєвіч        | співачка                        |         |                 |                 |                 |                 |                 |                 |                 |                 |                 |                 |                 |
| Дракон   | Арсен Мірзоян        | співак                          |         |                 |                 |                 |                 |                 |                 |                 |                 |                 |                 |                 |
| Носоріг  | Олексій Тритенко     | актор                           |         |                 |                 |                 |                 |                 |                 |                 |                 |                 |                 |                 |
| Циклоп   | Мішель Андраде       | співачка                        |         |                 |                 |                 |                 |                 |                 |                 |                 |                 |                 |                 |
| Бабка    | Анастасія Приходько  | співачка                        |         |                 |                 |                 |                 |                 |                 |                 |                 |                 |                 |                 |
| Жабеня   | Євгеній Сморигін     | комік                           |         |                 |                 |                 |                 |                 |                 |                 |                 |                 |                 |                 |
| Сом      | Іраклі Макацарія     | продюсер, бізнесмен             |         |                 |                 |                 |                 |                 |                 |                 |                 |                 |                 |                 |
| Буряк    | Дмитро Каднай        | співак, фронтмен гурту «Kadnay» |         |                 |                 |                 |                 |                 |                 |                 |                 |                 |                 |                 |
| Мольфар  | Павло Костіцин       | ведучий                         |         |                 |                 |                 |                 |                 |                 |                 |                 |                 |                 |                 |
| Троянда  | Аліна Гросу          | співачка                        |         |                 |                 |                 |                 |                 |                 |                 |                 |                 |                 |                 |
| Лев      | Олександр Пономарьов | співак                          |         |                 |                 |                 |                 |                 |                 |                 |                 |                 |                 |                 |
| Коза     | Наталія Холоденко    | психолог                        |         |                 |                 |                 |                 |                 |                 |                 |                 |                 |                 |                 |
| Пава     | Ірина Василенко      | співачка, музикант              |         |                 |                 |                 |                 |                 |                 |                 |                 |                 |                 |                 |
| Лисиця   | Олена Шоптенко       | хореограф                       |         |                 |                 |                 |                 |                 |                 |                 |                 |                 |                 |                 |
| Крапанка | Оксана Байрак        | режисерка, сценаристка          |         |                 |                 |                 |                 |                 |                 |                 |                 |                 |                 |                 |
| Буйвіл   | Олег Винник          | співак, актор                   |         | П'ятий детектив | П'ятий детектив | П'ятий детектив | П'ятий детектив | П'ятий детектив | П'ятий детектив | П'ятий детектив | П'ятий детектив | П'ятий детектив | П'ятий детектив | П'ятий детектив |
| Махаон   | Наталя Могилевська   | співачка                        |         |                 |                 |                 |                 |                 |                 |                 |                 |                 |                 |                 |
| Вовк     | Макс Барських        | співак                          |         |                 |                 |                 |                 |                 |                 |                 |                 |                 |                 |                 |
| Ворон    | Мішель Андраде       | співачка                        |         |                 |                 |                 |                 |                 |                 |                 |                 |                 |                 |                 |
| Місяць   | Надія Мейхер         | співачка                        |         |                 |                 |                 |                 |                 |                 |                 |                 |                 |                 |                 |
| Мохіто   | Олексій Суханов      | телеведучий                     |         |                 |                 |                 |                 |                 |                 |                 |                 |                 |                 |                 |
| Рак      | Ірина Білик          | співачка                        |         |                 |                 |                 |                 |                 |                 |                 |                 |                 |                 |                 |
| Химера   | Володимир Остапчук   | телеведучий                     |         |                 |                 |                 |                 |                 |                 |                 |                 |                 |                 |                 |

## Другий сезон

### Учасники
| Костюм       | Учасник             | Рід занять                            | Випуски | Випуски | Випуски | Випуски | Випуски | Випуски | Випуски | Випуски | Випуски | Випуски |
| Костюм       | Учасник             | Рід занять                            | 1       | 2       | 3       | 4       | 5       | 6       | 7       | 8       | 9       | 10      |
| ------------ | ------------------- | ------------------------------------- | ------- | ------- | ------- | ------- | ------- | ------- | ------- | ------- | ------- | ------- |
| Жирафа       | Melovin             | співак                                |         |         |         |         |         |         |         |         |         |         |
| Скандал      | Ольга Цибульська    | співачка                              |         |         |         |         |         |         |         |         |         |         |
| Мухомор      | Олег Кензов         | співак                                |         |         |         |         |         |         |         |         |         |         |
| Тигр         | Сергій Бабкін       | Співак                                |         |         |         |         |         |         |         |         |         |         |
| Котик        | Петро Чорний        | співак                                |         |         |         |         |         |         |         |         |         |         |
| Робот        | Дар'я Трегубова     | акторка та телеведуча                 |         |         |         |         |         |         |         |         |         |         |
| Горила       | TAYANNA             | співачка                              |         |         |         |         |         |         |         |         |         |         |
| Порося       | Павло Зібров        | співак                                |         |         |         |         |         |         |         |         |         |         |
| Джміль       | Степан Казанін      | актор і гуморист                      |         |         |         |         |         |         |         |         |         |         |
| Кажан        | Остап Ступка        | актор                                 |         |         |         |         |         |         |         |         |         |         |
| Совеня       | Сергій Танчинець    | співак, фронтмен гурту «Без обмежень» |         |         |         |         |         |         |         |         |         |         |
| Фея          | Лілія Ребрик        | акторка та телеведуча                 |         |         |         |         |         |         |         |         |         |         |
| Грифон       | Андрій Ярмоленко    | футболіст                             |         |         |         |         |         |         |         |         |         |         |
| Баян         | Інна Білоконь       | акторка                               |         |         |         |         |         |         |         |         |         |         |
| Пальчика     | Олександра Заріцька | співачка                              |         |         |         |         |         |         |         |         |         |         |
| Норка        | Даша Астаф'єва      | співачка                              |         |         |         |         |         |         |         |         |         |         |
| Чайна Квітка | Катерина Павленко   | співачка                              |         |         |         |         |         |         |         |         |         |         |
| Ніндзя       | Єгор Крутоголов     | актор                                 |         |         |         |         |         |         |         |         |         |         |
| Винова Краля | Віра Брежнєва       | співачка                              |         |         |         |         |         |         |         |         |         |         |

## Епізоди 1 сезон

### Епізод 1 (16 січня 2021)[2]
| # | Творчий псевдонім | Пісня                                    | Особистість     | Результат             |
| - | ----------------- | ---------------------------------------- | --------------- | --------------------- |
| 1 | Дракон            | «Ты меня любишь» — Олександр Сєров       | не розголошений |                       |
| 2 | Коза              | «Дівчина-весна» — Наталія Бучинська      | не розголошений |                       |
| 3 | Лисиця            | «Hollaback Girl» — Гвен Стефані          | не розголошений |                       |
| 4 | Жабеня            | «I Will Always Love You» — Вітні Г'юстон | не розголошений |                       |
|   |                   |                                          |                 |                       |
| 5 | Буйвол            | «Тримай» — Христина Соловій              | Олег Винник     | Відмовився від участі |
| 6 | Троянда           | «Бриллианты» — «ВІА Гра»                 | не розголошений |                       |
| 7 | Сом               | «Sex Bomb» — Том Джонс                   | не розголошений |                       |
| 8 | Сонце             | «GoldenEye» — Тіна Тернер                | не розголошений |                       |

### Епізод 2 (30 січня 2021)[9]
| # | Творчий псевдонім | Пісня                                                    | Особистість     | Результат    |
| - | ----------------- | -------------------------------------------------------- | --------------- | ------------ |
| 1 | Буряк             | «Смерека» — Олександр Кварта                             | не розголошений |              |
| 2 | Бабка             | «I Wanna Be Loved by You» — Мерилін Монро                | не розголошений |              |
| 3 | Крапанка          | «Дольче Габбана» — Вєрка Сердючка                        | Оксана Байрак   | Вибула з шоу |
| 4 | Носоріг           | «Canción del mariachi» — Антоніо Бандерас                | не розголошений |              |
|   |                   |                                                          |                 |              |
| 5 | Мольфар           | «Так же как все» — Алла Пугачова                         | не розголошений |              |
| 6 | Циклоп            | «Свята» — «Казка»                                        | не розголошений |              |
| 7 | Пава              | «Jimmy Jimmy Jimmy Aaja» — Парваті Хан & Віджай Бенедікт | не розголошений |              |
| 8 | Лев               | «Я люблю тільки тебе» — Олександр Пономарьов             | не розголошений |              |

### Епізод 3 (6 лютого 2021)[10]
| # | Творчий псевдонім | Пісня                             | Особистість     | Результат    |
| - | ----------------- | --------------------------------- | --------------- | ------------ |
| 1 | Лисиця            | «Dance Monkey» — Tones and I      | Олена Шоптенко  | Вибула з шоу |
| 2 | Сонце             | «Чортополох» — Таїсія Повалій     | не розголошений |              |
| 3 | Коза              | «Malambo No. 1» — Іма Сумак       | не розголошений |              |
| 4 | Дракон            | «Пьяное солнце» — Alekseev        | не розголошений |              |
|   |                   |                                   |                 |              |
| 5 | Троянда           | «Superstar» — LOBODA              | не розголошений |              |
| 6 | Жабеня            | «My Way» — Френк Сінатра          | не розголошений |              |
| 7 | Сом               | «Personal Jesus» — «Depeche Mode» | не розголошений |              |

### Епізод 4 (13 лютого 2021)
| # | Творчий псевдонім | Пісня                                      | Особистість     | Результат    |
| - | ----------------- | ------------------------------------------ | --------------- | ------------ |
| 1 | Буряк             | «Uptown Funk» — Mark Ronson ft. Bruno Mars | не розголошений |              |
| 2 | Мольфар           | «Нино» — Олег Винник                       | не розголошений |              |
| 3 | Пава              | «Bamboléo» — Gipsy Kings                   | Ірина Василенко | Вибула з шоу |
| 4 | Лев               | «Небеса» — Валерій Меладзе                 | не розголошений |              |
|   |                   |                                            |                 |              |
| 5 | Циклоп            | «Плачу на техно» — Cream Soda & Хліб       | не розголошений |              |
| 6 | Бабка             | «Human» — Rag'n'Bone Man                   | не розголошений |              |
| 7 | Носоріг           | «Остров невезения» — Андрій Миронов        | не розголошений |              |

### Епізод 5 (20 лютого 2021)
| # | Творчий псевдонім | Пісня                           | Особистість       | Результат    |
| - | ----------------- | ------------------------------- | ----------------- | ------------ |
| 1 | Сонце             | «Single Ladies» — Бейонсе       | не розголошений   |              |
| 2 | Троянда           | «Белые розы» — «Ласковый май»   | не розголошений   |              |
| 3 | Жабеня            | «Skibidi» — «Little Big»        | не розголошений   |              |
|   |                   |                                 |                   |              |
| 4 | Коза              | «Коломийка» — Руслана           | Наталія Холоденко | Вибула з шоу |
| 5 | Дракон            | «In the Shadows» — «The Rasmus» | не розголошений   |              |
| 6 | Сом               | «Зацепила» — Артур Пірожков     | не розголошений   |              |

### Епізод 6 (27 лютого 2021)
| # | Творчий псевдонім | Пісня                                | Особистість          | Результат   |
| - | ----------------- | ------------------------------------ | -------------------- | ----------- |
| 1 | Лев               | «The Final Countdown» — «Europe»     | Олександр Пономарьов | Вибув з шоу |
| 2 | Циклоп            | «Попа как у Ким» — «NK»              | не розголошений      |             |
| 3 | Буряк             | «El tango de Roxanne» — «The Police» | не розголошений      |             |
|   |                   |                                      |                      |             |
| 4 | Носоріг           | «Вище неба» — «Океан Ельзи»          | не розголошений      |             |
| 5 | Мольфар           | «Олені» — «ТіК»                      | не розголошений      |             |
| 6 | Бабка             | «Весна» — «Воплі Відоплясова»        | не розголошений      |             |

### Епізод 7 (6 березня 2021)
| # | Творчий псевдонім | Пісня                                  | Особистість        | Результат    |
| - | ----------------- | -------------------------------------- | ------------------ | ------------ |
| 1 | Махаон            | «Нас бьют — мы летаем» — Алла Пугачова | Наталя Могилевська | Гість        |
|   |                   |                                        |                    |              |
| 2 | Жабеня            | «Ля-ля-фа» — Анжеліка Варум            | не розголошений    |              |
| 3 | Троянда           | «Любимка» — NILETTO                    | Аліна Гросу        | Вибула з шоу |
|   |                   |                                        |                    |              |
| 4 | Сом               | «Я устал» — Quest Pistols              | не розголошений    |              |
| 5 | Дракон            | «Не дощ» — Тіна Кароль                 | не розголошений    |              |
| 6 | Сонце             | «Стыцамэн» — Іван Дорн                 | не розголошений    |              |

### Епізод 8 (13 березня 2021)
| # | Творчий псевдонім | Пісня                                  | Особистість     | Результат   |
| - | ----------------- | -------------------------------------- | --------------- | ----------- |
| 1 | Вовк              | «Supermassive Black Hole» — Muse       | Макс Барських   | Гість       |
|   |                   |                                        |                 |             |
| 2 | Мольфар           | «Роман» — НеАнгели                     | Павло Костіцин  | Вибув з шоу |
| 3 | Циклоп            | «Despacito» — Luis Fonsi, Daddy Yankee | не розголошений |             |
|   |                   |                                        |                 |             |
| 4 | Буряк             | «Поліна» — Бумбокс                     | не розголошений |             |
| 5 | Бабка             | «Снег» — Ірина Білик                   | не розголошений |             |
| 6 | Носоріг           | «Я то, что надо» — «Браво»             | не розголошений |             |

### Епізод 9 (20 березня 2021)
| # | Творчий псевдонім | Пісня                                      | Особистість     | Результат   |
| - | ----------------- | ------------------------------------------ | --------------- | ----------- |
| 1 | Ворон             | «Юра, прости» — НеАнгели                   | Мішель Андраде  | Гість       |
|   |                   |                                            |                 |             |
| 2 | Дракон            | «Подруга-ночь» — Макс Барських             | не розголошений |             |
| 3 | Циклоп            | «Она не твоя» — Григорій Лепс & Стас П'єха | не розголошений |             |
| 4 | Сом               | «По Кайфу» — Олег Кензов                   | не розголошений |             |
| 5 | Жабеня            | «Белая стрекоза любви» — Quest Pistols     | не розголошений |             |
|   |                   |                                            |                 |             |
| 6 | Буряк             | «Rise Like a Phoenix» — Conchita Wurst     | Дмитро Каднай   | Вибув з шоу |
| 7 | Бабка             | «Lost on You» — LP                         | не розголошений |             |
| 8 | Сонце             | «Стена» — Лариса Доліна                    | не розголошений |             |
| 9 | Носоріг           | «Номер Один» — Оля Полякова                | не розголошений |             |

### Епізод 10 (27 березня 2021)
| # | Творчий псевдонім | Пісня                                    | Особистість      | Результат   |
| - | ----------------- | ---------------------------------------- | ---------------- | ----------- |
| 1 | Місяць            | «New York, New York» — Frank Sinatra     | Надія Мейхер     | Гість       |
|   |                   |                                          |                  |             |
| 2 | Жабеня            | «Тук, тук, тук» — Вєрка Сердючка         | не розголошений  |             |
| 3 | Бабка             | «Take Me to Church» — Hozier             | не розголошений  |             |
| 4 | Носоріг           | «Цвет настроения синий» — Філіп Кіркоров | не розголошений  |             |
|   |                   |                                          |                  |             |
| 5 | Дракон            | «Соколята» — В'ячеслав Хурсенко          | не розголошений  |             |
| 6 | Циклоп            | «Босая» — 2Маши                          | не розголошений  |             |
| 7 | Сом               | «Live Is Life» — Opus                    | Іраклі Макацарія | Вибув з шоу |
| 8 | Сонце             | «Euphoria» — Loreen                      | не розголошений  |             |

### Епізод 11. Півфінал (3 квітня 2021)
| # | Творчий псевдонім | Пісня                                                  | Особистість         | Результат    |
| - | ----------------- | ------------------------------------------------------ | ------------------- | ------------ |
| 1 | Мохіто            | «Я і Сара» — DZIDZIO                                   | Олексій Суханов     | Гість        |
|   |                   |                                                        |                     |              |
| 2 | Жабеня            | «Кружит» — MONATIK                                     | Євген Сморигін      | Вибув з шоу  |
| 3 | Носоріг           | «Там нет меня» — Ігор Ніколаєв                         | не розголошений     |              |
|   |                   |                                                        |                     |              |
| 4 | Сонце             | «Ты, только ты» — Жанна Агузарова                      | не розголошений     |              |
| 5 | Бабка             | «Bad Guy» — Billie Eilish                              | Анастасія Приходько | Вибула з шоу |
|   |                   |                                                        |                     |              |
| 6 | Дракон            | «Зеленоглазое такси» — Михайло Боярський               | не розголошений     |              |
| 7 | Циклоп            | «Love You Like a Love Song» — Selena Gomez & the Scene | Мішель Андраде      | Вибув з шоу  |

### Епізод 12. Фінал (10 квітня 2021)
| #               | Творчий псевдонім | Пісня                                                        | Особистість        | Результат                  |
| --------------- | ----------------- | ------------------------------------------------------------ | ------------------ | -------------------------- |
| Перший етап     |                   |                                                              |                    |                            |
| 1               | Суперзірка        | «Disco Kicks» — Вєрка Сердючка                               | Андрій Данилко     | Гість                      |
|                 |                   |                                                              |                    |                            |
| 2               | Носоріг           | «Это всё…» — ДДТ                                             | Олексій Тритенко   | Третє місце                |
| 3               | Дракон            | «Feel» — Robbie Williams                                     | не розголошений    | пройшов до другого етапу   |
| 4               | Сонце             | «My Heart Will Go On» — Celine Dion                          | не розголошений    | пройшов до другого етапу   |
|                 |                   |                                                              |                    |                            |
| 5               | Рак               | «Я — водяной» — Анатолій Папанов                             | Ірина Білик        | Гість                      |
|                 |                   |                                                              |                    |                            |
| 6               | Химера            | «Hey Mama» — David Guetta, Nicki Minaj, Bebe Rexha, Afrojack | Володимир Остапчук | Гість                      |
| Другий етап     |                   |                                                              |                    |                            |
| 7               | Дракон            | «Иностранец» — Валерій Меладзе                               | Арсен Мірзоян      | Друге місце                |
| 7               | Сонце             | «Иностранец» — Валерій Меладзе                               | не розголошений    | Пройшов до пісні переможця |
| Пісня переможця |                   |                                                              |                    |                            |
| 8               | Сонце             | «The Show Must Go On» — Queen                                | Злата Огнєвіч      | Переможець                 |

## Епізоди 2 сезон

### Епізод 1 (23 жовтня 2021)
| # | Творчий псевдонім | Пісня                                                        | Особистість     | Результат    |
| - | ----------------- | ------------------------------------------------------------ | --------------- | ------------ |
| 1 | Робот             | «L'amour est un oiseau rebelle» — Арія з опери Бізе «Кармен» | не розголошений |              |
| 2 | Баян              | «Арлекино» — Алла Пугачова                                   | Інна Білоконь   | Вибула з шоу |
| 3 | Котик             | «Тает лёд» — гурт «Грибы»                                    | не розголошений |              |
| 4 | Фея               | «Леди совершенство» — Тетяна Вороніна                        | не розголошений |              |
|   |                   |                                                              |                 |              |
| 5 | Порося            | «Гуси» — Wellboy                                             | не розголошений |              |
| 6 | Жирафа            | «Ты моя нежность» — Наргіз                                   | не розголошений |              |
| 7 | Кажан             | «Мышь» — Філіп Кіркоров                                      | не розголошений |              |

### Епізод 2 (30 жовтня 2021)
| # | Творчий псевдонім | Пісня                                    | Особистість      | Результат   |
| - | ----------------- | ---------------------------------------- | ---------------- | ----------- |
| 1 | Грифон            | «We will rock you» — гурт «Queen»        | Андрій Ярмоленко | Вибув з шоу |
| 2 | Джміль            | «Парень чернокожий» — Леонід Агутін      | не розголошений  |             |
| 3 | Горила            | «I have nothing» — Вітні Г'юстон         | не розголошений  |             |
|   |                   |                                          |                  |             |
| 4 | Тигр              | «Любовь, похожая на сон» — Алла Пугачова | не розголошений  |             |
| 5 | Скандал           | «Я» — Лоліта                             | не розголошений  |             |
| 6 | Мухомор           | «Мой рай» — МакSим                       | не розголошений  |             |
| 7 | Совеня            | «Вчителька» — гурт «TIK»                 | не розголошений  |             |

### Епізод 3 (6 листопада 2021)
| # | Творчий псевдонім | Пісня                                   | Особистість     | Результат    |
| - | ----------------- | --------------------------------------- | --------------- | ------------ |
| 1 | Порося            | «А мы любили» — «Hi-Fi»                 | не розголошений |              |
| 2 | Кажан             | «You Can Leave Your Hat On» — Джо Кокер | не розголошений |              |
| 3 | Фея               | «Так просто» — Ірина Білик              | Лілія Ребрик    | Вибула з шоу |
|   |                   |                                         |                 |              |
| 4 | Робот             | «Без бою» — Океан Ельзи                 | не розголошений |              |
| 5 | Котик             | «Полон» — Kadnay                        | не розголошений |              |
| 6 | Жирафа            | «Кобра» — The Hardkiss                  | не розголошений |              |

### Епізод 4 (13 листопада 2021)
| # | Творчий псевдонім | Пісня                                 | Особистість      | Результат   |
| - | ----------------- | ------------------------------------- | ---------------- | ----------- |
| 1 | Совеня            | «День Народження» — Воплі Відоплясова | Сергій Танчинець | Вибув з шоу |
| 2 | Скандал           | «Красиво» — Тіна Кароль               | не розголошений  |             |
| 3 | Мухомор           | «Гуляночка» — Вєрка Сердючка          | не розголошений  |             |
|   |                   |                                       |                  |             |
| 4 | Тигр              | «Мокрая» — MONATIK та Quest Pistols   | не розголошений  |             |
| 5 | Горила            | «Hot Stuff» — Донна Саммер            | не розголошений  |             |
| 6 | Джміль            | «Беги по небу» — Максим Фадєєв        | не розголошений  |             |

### Епізод 5 (20 листопада 2021)
| # | Творчий псевдонім | Пісня                           | Особистість     | Результат   |
| - | ----------------- | ------------------------------- | --------------- | ----------- |
| 1 | Робот             | «Попытка № 5» — ВІА Гра         | не розголошений |             |
| 2 | Порося            | «Эй, секундочку» — Оля Полякова | не розголошений |             |
|   |                   |                                 |                 |             |
| 3 | Кажан             | «Несе Галя воду» — Сергій Роман | Сергій Роман    | Вибув з шоу |
| 4 | Жирафа            | «1944» — Джамала                | не розголошений |             |
| 5 | Котик             | «Вихідний» — DZIDZIO            | не розголошений |             |

### Епізод 6 (27 листопада 2021)
| # | Творчий псевдонім | Пісня                              | Особистість         | Результат   |
| - | ----------------- | ---------------------------------- | ------------------- | ----------- |
| 1 | Пальчика          | «Mercy» — Даффі                    | Олександра Заріцька | Гість       |
|   |                   |                                    |                     |             |
| 2 | Горила            | «Танцы на стёклах» — Максим Фадєєв | не розголошений     |             |
| 3 | Джміль            | «На районе» — Потап и Настя        | Степан Казанін      | Вибув з шоу |
|   |                   |                                    |                     |             |
| 4 | Мухомор           | «Птичка» — HammAli & Navai         | не розголошений     |             |
| 5 | Тигр              | «Delilah» — Том Джонс              | не розголошений     |             |
| 6 | Скандал           | «Твои глаза» — LOBODA              | не розголошений     |             |

### Епізод 7 (4 грудня 2021)
| # | Творчий псевдонім | Пісня                               | Особистість     | Результат   |
| - | ----------------- | ----------------------------------- | --------------- | ----------- |
| 1 | Норка             | «In Your Eyes» — Кайлі Міноуг       | Даша Астаф'єва  | Гість       |
|   |                   |                                     |                 |             |
| 2 | Мухомор           | «Красный бархат» — група «Корупція» | не розголошений |             |
| 3 | Жирафа            | «Strong Enough» — Шер               | не розголошений |             |
| 4 | Котик             | «Love It РИТМ» — MONATIK            | не розголошений |             |
| 5 | Робот             | «No Roots» — Еліс Мертон            | не розголошений |             |
|   |                   |                                     |                 |             |
| 6 | Горила            | «Happy» — Фаррелл Вільямс           | не розголошений |             |
| 7 | Тигр              | «Журавлі» — The Hardkiss            | не розголошений |             |
| 8 | Скандал           | «Зима в сердце» — Гости из будущего | не розголошений |             |
| 9 | Порося            | «Де би я» — Сергій Бабкін           | Олег Кензов     | Вибув з шоу |

### Епізод 8 (11 грудня 2021)
| # | Творчий псевдонім | Пісня                        | Особистість       | Результат    |
| - | ----------------- | ---------------------------- | ----------------- | ------------ |
| 1 | Чайна квітка      | «Diamonds» — Ріанна          | Катерина Павленко | Гість        |
|   |                   |                              |                   |              |
| 2 | Робот             | «Шаленій» — Гайтана          | не розголошений   |              |
| 3 | Тигр              | «Believer» — Imagine Dragons | не розголошений   |              |
| 4 | Горила            | «Firework» — Кеті Перрі      | TAYANNA           | Вибула з шоу |
|   |                   |                              |                   |              |
| 5 | Мухомор           | «Гранули» — ТНМК             | не розголошений   |              |
| 6 | Скандал           | «Нас не догонят» — Тату      | не розголошений   |              |
| 7 | Жирафа            | «Dancing Queen» — ABBA       | не розголошений   |              |
| 8 | Котик             | «Я стану морем» — Ані Лорак  | не розголошений   |              |

### Епізод 9. Півфінал (18 грудня 2021)
| # | Творчий псевдонім | Пісня                                    | Особистість      | Результат    |
| - | ----------------- | ---------------------------------------- | ---------------- | ------------ |
| 1 | Ніндзя            | «Чао, бамбино» — гурт «Кар-мэн»          | Єгор Крутоголов  | Гість        |
|   |                   |                                          |                  |              |
| 2 | Робот             | «Lambada» — Kaoma                        | Дар'я Трегубова  | Вибула з шоу |
| 3 | Жирафа            | «Позови меня с собой» — Алла Пугачова    | не розголошений  |              |
|   |                   |                                          |                  |              |
| 4 | Мухомор           | «Ти подобаєшся мені» — Віктор Павлик     | Юрко Юрченко     | Вибув з шоу  |
| 5 | Котик             | «Susanna» — Адріано Челентано            | не розголошений  |              |
|   |                   |                                          |                  |              |
| 6 | Тигр              | «TDME» — Антитіла                        | не розголошений  |              |
| 7 | Скандал           | «Живи спокойно, страна!» — Алла Пугачова | Ольга Цибульська | Вибула з шоу |

### Епізод 10. Фінал (25 грудня 2021)
| #               | Творчий псевдонім          | Пісня                                              | Особистість               | Результат                  |
| --------------- | -------------------------- | -------------------------------------------------- | ------------------------- | -------------------------- |
|                 | Оля Полякова й Олег Винник | «Длинноногое счастье» - Оля Полякова й Олег Винник | Оля Полякова, Олег Винник |                            |
| Перший етап     |                            |                                                    |                           |                            |
| 1               | Винова Краля               | «Опера #2» — Вітас                                 | Віра Брежнєва             | Гість                      |
|                 |                            |                                                    |                           |                            |
| 2               | Котик                      | «Восьмий колір» — Мотор'ролла                      | Іван Ісаєв                | Третє місце                |
| 3               | Тигр                       | «Гора» — The Hardkiss                              | не розголошений           | пройшов до другого етапу   |
| 4               | Жирафа                     | «Skyfall» — Адель                                  | не розголошений           | пройшов до другого етапу   |
|                 |                            |                                                    |                           |                            |
|                 | Артем Пивоваров            | «Рандеву» — Артем Пивоваров                        |                           |                            |
|                 |                            |                                                    |                           |                            |
| Другий етап     |                            |                                                    |                           |                            |
| 5               | Сканлал                    | немає пісні                                        | Ольга Цибульська          | Друге місце                |
| 5               | Жирафа                     | немає пісні                                        | не розголошений           | Пройшов до пісні переможця |
| Пісня переможця |                            |                                                    |                           |                            |
| 6               | Жирафа                     | «We Are the Champions» — Queen                     | Melovin                   | Переможець                 |

## Новорічна Маска (31 грудня 2021)
| # | Творчий псевдонім                 | Пісня                                   | Особисість                        | Результат |
| - | --------------------------------- | --------------------------------------- | --------------------------------- | --------- |
| 1 | Ялинка                            | «Ёлки» - Верка Сердючка                 | Слава Камінська                   |           |
|   |                                   |                                         |                                   |           |
|   | Жирафа                            | «Dancing Queen» - ABBA                  | Melovin                           |           |
|   |                                   |                                         |                                   |           |
| 2 | Дзеркальна людина                 | «Зима-холода» - Андрій Губін            | Дмитро Коляденко                  |           |
| 3 | Мишеня на лижах                   | «А снег идёт» - «Жанна Агузарова»       | Альона Вінницька                  |           |
| 4 | Новорічна кулька                  | «Новогодняя» - Дискотека Аварія         | Наталія Могилевська               |           |
|   |                                   |                                         |                                   |           |
|   | Оля Полякова і Дзідзьо            | «Щасливі люди» - Оля Полякова & Дзідзьо | Оля Полякова, Дзідзьо             |           |
|   |                                   |                                         |                                   |           |
| 5 | Бурий Ведмідь в Костюмі Білого    | «She’s a lady» - Том Джонс              | Іво Бобул                         |           |
| 6 | Королівський Пингвин              | «Айсберг» - Алла Пугачова               | Анастасія Приходько               |           |
|   |                                   |                                         |                                   |           |
|   | Настя Каменських і Вєрка Сердючка | «Попа как у Ким» - NK                   | NK, Андрій Данилко, Інна Білоконь |           |
|   | Місяць                            | «Щедрик» - Тіна Кароль                  | Лілія Ребрик                      |           |
|   |                                   |                                         |                                   |           |
| 7 | Олень-Підсвічник                  | «Мне не жаль» - Ірина Білик             | Jerry Heil                        |           |
|   |                                   |                                         |                                   |           |
|   | Мольфар                           | «Белый снег» - Алла Пугачова            | Павло Костіцин                    |           |
|   | Сонце                             | «Euphoria» - Loreen                     | Злата Огнєвіч                     |           |
|   |                                   |                                         |                                   |           |
| 8 | Снігова Королева                  | «Снежинка» — из к/ф «Чародії»           | Тіна Кароль                       |           |
|   |                                   |                                         |                                   |           |
|   | Дзідзьо                           | «Зимова казка» — Дзідзьо                | Дзідзьо                           |           |
|   | Настя Каменських                  | «Попурі» Обидно/Красное вино - NK       | NK                                |           |
|   | Сонце і Жирафа                    | «Happy New Year» - ABBA                 | Злата Огнєвіч, Melovin            |           |
|   | Вєрка Сердючка                    | «Sexy» - Вєрка Сердючка                 | Андрій Данилко, Інна Білоконь     |           |